# Modulació delta

Fig. 1 - Diagrama de blocs d'un modulador/desmodulador Δ

La modulació delta (Δ) és un tipus de modulació utilitzada per convertir senyals analògics a senyals digitals o viceversa. Normalment se'n fa ús en l'àmbit dels senyals de veu, ja que no requereixen una qualitat massa alta.

## Funcionament

Fig. 2 - Exemple de modulació delta

La modulació delta utilitza un sol bit per mostra que representa un graó d'amplitud ±Δ. Es compara el senyal a modular x(t), amb una successió de graons que creixeran sempre que aquests estiguin per sota del senyal x(t) i decreixeran quan aquests estiguin per sobre del senyal. Si el graó és creixent, retornarà un 1 i si és decreixent retornarà un 0, resultant en acabar un seguit de dígits binaris i, per tant, un senyal digitalitzat (Fig. 1). Per desmodular, s'ha d'integrar el senyal digitalitzat sumant o restant Δ en funció de si tenim un 1 o un 0. Per acabar s'ha de passar el senyal per un filtre pas baix per eliminar la naturalesa quadrada del senyal final (Fig. 2).
Com la modulació delta aproxima el senyal x(t) mitjançant una funció esglaonada amb amplitud Δ constant, la diferència d'alçada entre dues mostres del senyal x(t) ha de ser relativament petita en comparació amb la freqüència de mostratge (fs). Amb una taxa de mostreig prou petita (molt superior al criteri de Nyquist), en molt poc temps s'ha de ser capaç de seguir el senyal x(t) per molta pendent que tingui aquest i així estalviar-se problemes de sobrecàrrega de pendent. A més a més, la relació senyal soroll serà força elevada tal com es demostrarà a continuació.
És conegut que l'amplada de banda (BW) sol ser limitat, de manera que no es pot simplement fixar una fs elevadíssima. El que s'ha de fer en aquests casos, és jugar amb el valor de Δ:
- Per a Δ petita, s'aconseguirà reduir el soroll granular que es produeix en les zones del senyal on la diferencia d'amplitud en més petita que Δ.
- Per a Δ gran, s'aconseguirà reduir els problemes de sobrecàrrega de pendent tot i tenir una taxa de mostreig no prou elevada, ja que es serà capaç de seguir el senyal el tot moment.
- És possible assignar un valor a Δ per assolir una relació senyal soroll (SNR) òptima, ja que aquesta mostrarà un valor màxim per algun valor de Δ ni massa gran ni massa petit.

## Alguns conceptes matemàtics
- Per evitar sobrecàrrega de pendent s'ha de complir:

{\displaystyle 2\pi Af_{0}\geq fs\Delta }
- Per calcular la SNR:

S'ha comprovat que la distribució espectral de potència (DEP) de l'error és si més o menys constant entre -fs i fs. Recordant que fs ha estat seleccionada molt superior al criteri de Nyquist, el filtre pas baix del receptor limitarà la DEP del soroll en desmodulació al rang de la DEP del senyal original (-fmax, fmax). Per tant, a la sortida sols es tindrà una fracció de la potència de l'error donada per
{\displaystyle {\overline {e^{2}}}={\frac {\Delta ^{2}fmax}{3fs}}}
Per obtenir la SNR necessitem també:
{\displaystyle A={\frac {fs\Delta }{2\pi f_{0}}}\longrightarrow {}Potencia={\frac {A^{2}}{2}}={\frac {1}{2}}({\frac {fs\Delta }{2\pi f_{0}}})^{2}}
SNR resultarà:
{\displaystyle ({\frac {S}{N}})_{\Delta M}={\frac {{\frac {1}{2}}({\frac {fs\Delta }{2\pi f_{0}}})^{2}}{\overline {e^{2}}}}={\frac {{\frac {1}{2}}({\frac {fs\Delta }{2\pi f_{0}}})^{2}}{\frac {\Delta ^{2}f_{0}}{3fs}}}={\frac {3}{8\pi ^{2}}}({\frac {fs}{f_{0}}})^{3}}

## Avantatges i inconvenients

### Avantatges
- Aquesta modulació permet senyals amb qualsevol tipus d'amplitud.
- L'equip modulador i el desmodulador són molt fàcils d'implementar.
- No és necessari cap mena de sincronisme de paraula.

### Inconvenients
- Presenta soroll granular, sobrecàrrega de pendent i transitori.
- Necessita una fs molt elevada.
- La qualitat del senyal no és òptima